# Xã Metz, Michigan
Xã Metz (tiếng Anh: Metz Township) là một xã thuộc quận Presque Isle, tiểu bang Michigan, Hoa Kỳ. Năm 2010, dân số của xã này là 302 người.